# Granatnik AGA-40
AGA-40 – rumuński granatnik automatyczny zasilany nietypową opracowaną w Rumunii amunicją 40 × 74,5 mm.
AGA-40 jest bronią automatyczną, samoczynno-samopowtarzalną. Automatyka broni działa na zasadzie odrzutu zamka swobodnego. Granatnik jest zasilany z magazynków bębnowych o pojemności 10 nabojów. Gniazdo magazynka znajduje się po lewej stronie broni. Przyrządy celownicze mechaniczne, składają się z celownika ramkowego i muszki. Broń ma tylec z dwoma chwytami. Do strzelania AGA-40 jest osadzany na podstawie trójnożnej, której konstrukcja bazuje na podstawie 6T2 od ukm-u PK/PKS